# Aérodrome de Mohéli
L'aérodrome de Mohéli (code IATA : NWA • code OACI : FMCI) est un aéroport sur l'île de Mohéli, à proximité de la ville principale de Fomboni, la capitale de Mohéli.

## Situation
| \| 20 km1:921 000 \| Anjouan · Ouani Mohéli Moroni · P. S. Ibrahim |
| 20 km1:921 000                                                     |

## Compagnies aériennes et destinations
| Compagnies   | Destinations          |
| ------------ | --------------------- |
| Int'Air Îles | Anjouan-Ouani, Moroni |

Édité le 05/10/2019  Actualisé le 2/12/2023